# Forces aériennes françaises libres
Pour les articles homonymes, voir Forces aériennes françaises.
Les Forces aériennes françaises libres (FAFL) forment la composante aérienne militaire de la France libre.

## Historique
Elles sont créées dès le 8 juillet 1940 par le général de Gaulle.
Près de 200 aviateurs ont rejoint l'Angleterre entre le 15 juin et le 30 juin, elles comptent environ 300 aviateurs en Grande-Bretagne et une centaine au Proche-Orient à la fin de 1940.
La Royal Air Force ouvrit immédiatement une école pour les pilotes belges et français, la French-Belgian School d'Odiham, dans l'Hampshire. Les cours avaient pour but de former les pilotes chevronnés aussi bien que les novices à la terminologie anglaise et au langage de commandement de la Royal Air Force. Les pilotes français devaient également changer leurs réflexes sur la manette des gaz : en France, ils tiraient vers eux la manette pour augmenter les gaz ; en Angleterre, il fallait pousser la manette. 

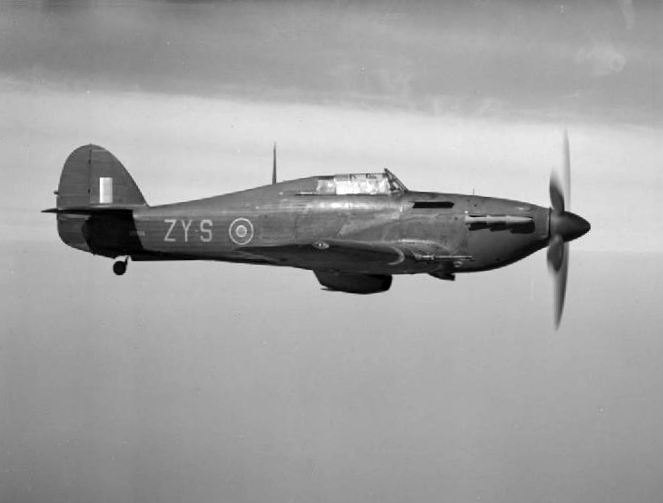
Un chasseur de nuit Hawker Hurricane IIC du No. 247 Squadron RAF basé à Predannack, Cornouailles, piloté par le sous-lieutenant français Helies en 1942

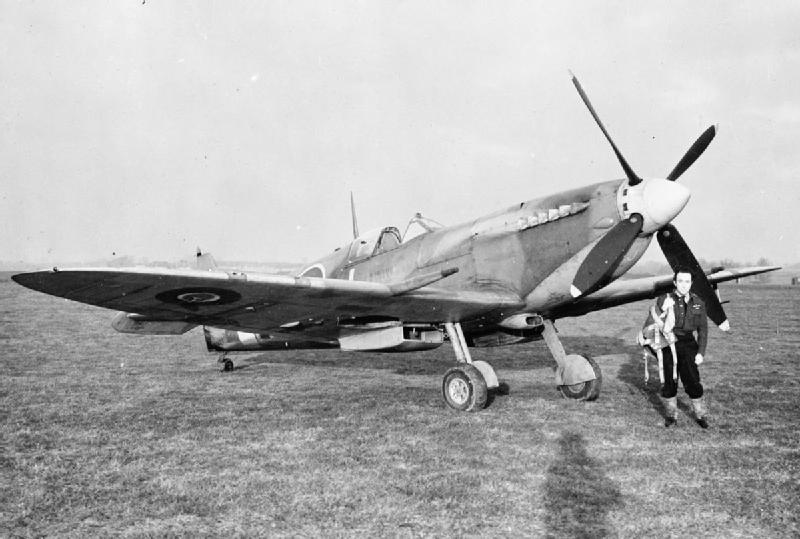
Spitfire Mark IX, avec son pilote français libre, l'officier pilote G. le Gall à Hornchurch, Essex, le soir du 29 décembre 1942.

À la mi-juillet, une quarantaine de pilotes furent désignés pour suivre des stages d’adaptation au matériel britannique, douze sous-officiers sur Hawker Hurricane et quinze officiers sur Spitfire I, douze autres sous-officiers faisant un stage de sélection sur avion école. Parmi ces douze derniers pilotes, onze rejoignirent des Squadrons de chasse à partir du 15 septembre 1940 pour participer à la Bataille d'Angleterre dans des escadrons britanniques, les derniers étant mutés début octobre. Trois pilotes vinrent renforcer cet effectif dans le courant du mois d’octobre. Les autres stagiaires, sauf un sous-officier maintenu comme moniteur, affecté en Squadron de chasse en Grande-Bretagne en décembre, furent désignés pour les deux formations mises sur pied pour l’Afrique.
Le Westland Lysander, un avion de reconnaissance à atterrissage court, rejoint également les rangs des Forces Aériennes Françaises Libres (FAFL) lorsque le Groupe Mixte de Combat (GMC) 1, formé à Odiham le 29 août 1940, est envoyé en Afrique du Nord-Ouest française afin de persuader les autorités de pays comme le Gabon, le Cameroun et le Tchad, encore fidèles à la France de Vichy, à rejoindre la cause gaulliste contre les puissances de l'Axe et à attaquer les forces terrestres italiennes en Libye. Comme pour tous les avions FAFL, les Lysanders arboraient l'insigne de la Croix de Lorraine sur le fuselage et les ailes au lieu de la cocarde tricolore française utilisée pour la première fois en 1914, pour distinguer leurs avions de ceux qui volaient pour l'armée de l'air française de Vichy. Les Lysanders étaient principalement employés pour des missions de reconnaissance, mais étaient également utilisés pour mener des attaques occasionnelles. Au total, 24 Lysanders ont été utilisés par les FAFL.
Les FAFL commencent immédiatement leur participation aux combats en Afrique pour la prise de Koufra et du Fezzan.
Le « détachement permanent des Forces aériennes au Tchad » créé avant la guerre est basé à Fort-Lamy. Lorsque l'Afrique Équatoriale française rallie la France libre en 1940, ce détachement rejoint les Forces aériennes françaises libres. Les sept Potez qu'il comporte (quatre 25 et trois Limousine) reçoivent le renfort de plusieurs Westland Lysander en provenance d'Angleterre. 
Ce groupe aérien qui prendra officiellement le nom « Bretagne » le 1er janvier 1942 est stationné au Tchad et placé sous les ordres directs du colonel Leclerc. Le groupe appuie avec difficultés la colonne Leclerc jusqu'à la prise de Koufra en mars 1941,.
À la fin de l'année 1940, le général de Gaulle et le ministère de l'air britannique s'entendent pour que les pilotes de chasses français ayant rejoint la France libre soient dirigés vers l'Égypte et constituent, au sein de la Royal Air Force, une escadrille française. Six pilotes sont ainsi désignés : James Denis, Louis Ferrant, Albert Littolff, Robert Guédon, Noël Castelain et Xavier de Scitivaux. En février 1941, sous le commandement de James Denis, ils suivent un entraînement à Ismaïlia puis le 15 mars suivant sont affectés en Grèce au sein du no 33 Squadron de la Royal Air Force. À bord de Hurricanes, ils participent à la défense d'Athènes. Mais les officiels français présent en Grèce étant plus favorables au régime de Vichy qu'à la France libre, les pilotes français sont contraints de regagner leur base africaine. Après un passage à Alexandrie, les six hommes gagnent Tobrouk où le 9 avril 1941 l'unité prend officiellement le nom d'Escadrille Française de Chasse no 1.
L'Escadrille française de chasse n°1 participe à la bataille de Crète et à la campagne de Syrie et effectue de nombreuses attaques au sol et des missions de protection des convois en mer.

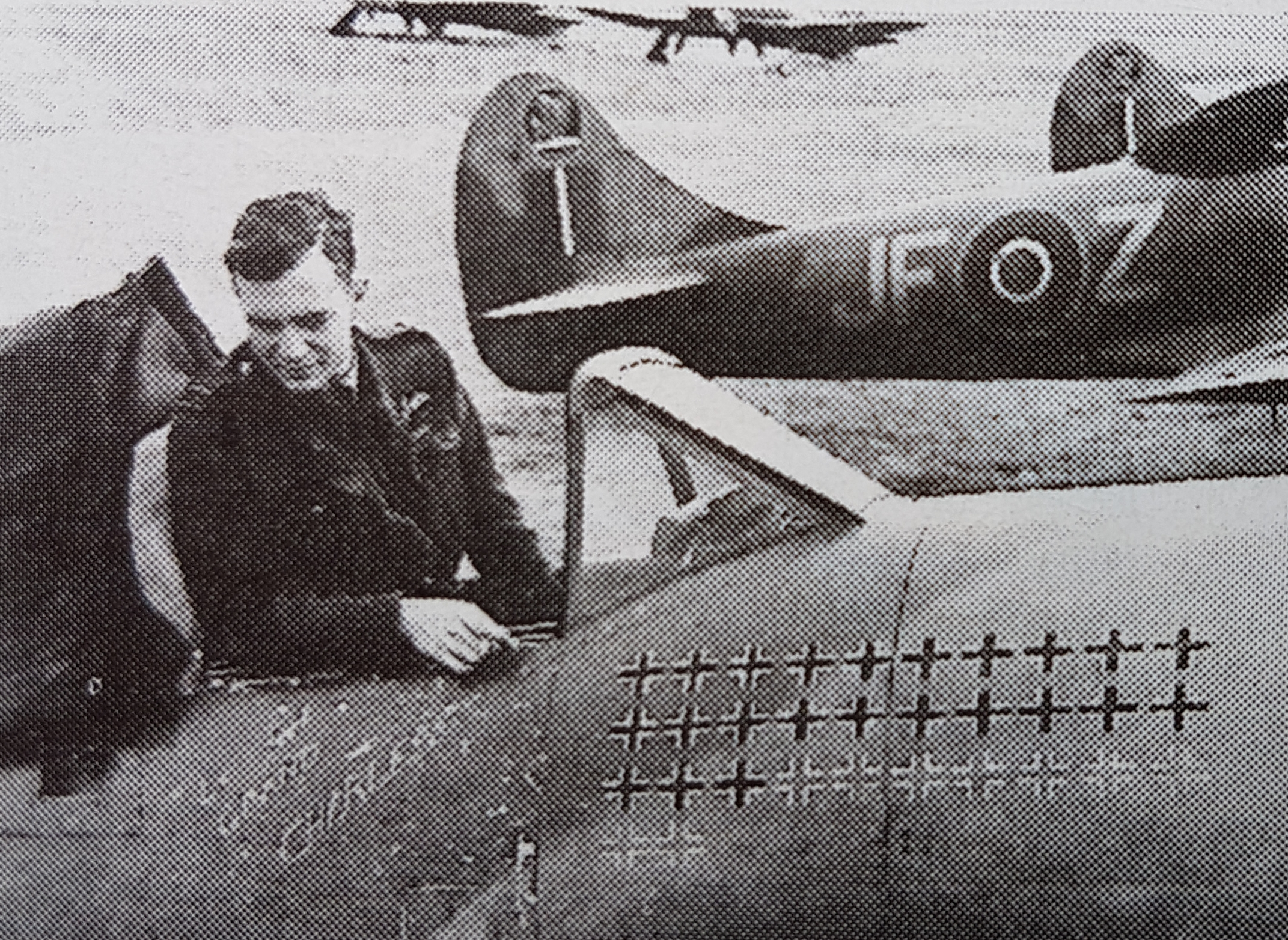
Pierre Clostermann en Hawker Tempest

Le 6 juillet 1941, au Caire, de Gaulle nomma Martial Valin général de brigade et chef des FAFL, et lui fixa sa première mission : la francisation des noms de Squadrons et de Flights français en leur donnant des noms de provinces françaises. Arrivé à la tête des forces aériennes françaises libres, le colonel Valin procède à une réorganisation et un renforcement de celles-ci. Elles se structurent avec la constitution des premiers groupes de chasse (GC) et groupes de bombardements (GB) essentiellement intégrés dans le dispositif de la RAF. Les Français libres eurent cinq escadrilles, les 340e (Groupe de chasse Île-de-France), 341e (Groupe de chasse Alsace) et 342e (Groupe de bombardement Lorraine), et deux groupes lourds, les 346e (« Guyenne ») et 347e (« Tunisie ») sur le bombardier stratégique quadrimoteur Handley Page Halifax. Parmi les as français, Pierre Clostermann, est l'as des as français, totalisant 33 victoires acquises sur Supermarine Spitfire, puis sur Hawker Tempest, aussi bien contre des chasseurs allemands que contre des bombardiers.
Les membres des FAFL participeront à tous les théâtres européens et africains de la guerre, tant dans leurs propres unités qu'en détachement auprès de la RAF ou de l'Armée Rouge. 
Le groupe GC3 "Normandie" comprenant 30 aviateurs et 30 techniciens a rejoint le 2 décembre 1942, la base d’Ivanono, à 250 km de Moscou. Les Français se forment sur des Yak-7 et Yak-1 jusqu'au 14 mars 1943. Sous les ordres du commandant Jean-Louis Tulasne, les pilotes français accomplirent leur première mission de guerre à la fin de février 1943. Au mois d’avril, Normandie faisait partie de la 303e division aérienne de chasse soviétique, commandée par le général Zakharov.
La grande Bataille de Koursk fut déclenchée le 12 juillet 1943. Dès le surlendemain, le groupe Normandie fut chargé de misions de couverture et d’accompagnement de bombardiers. 

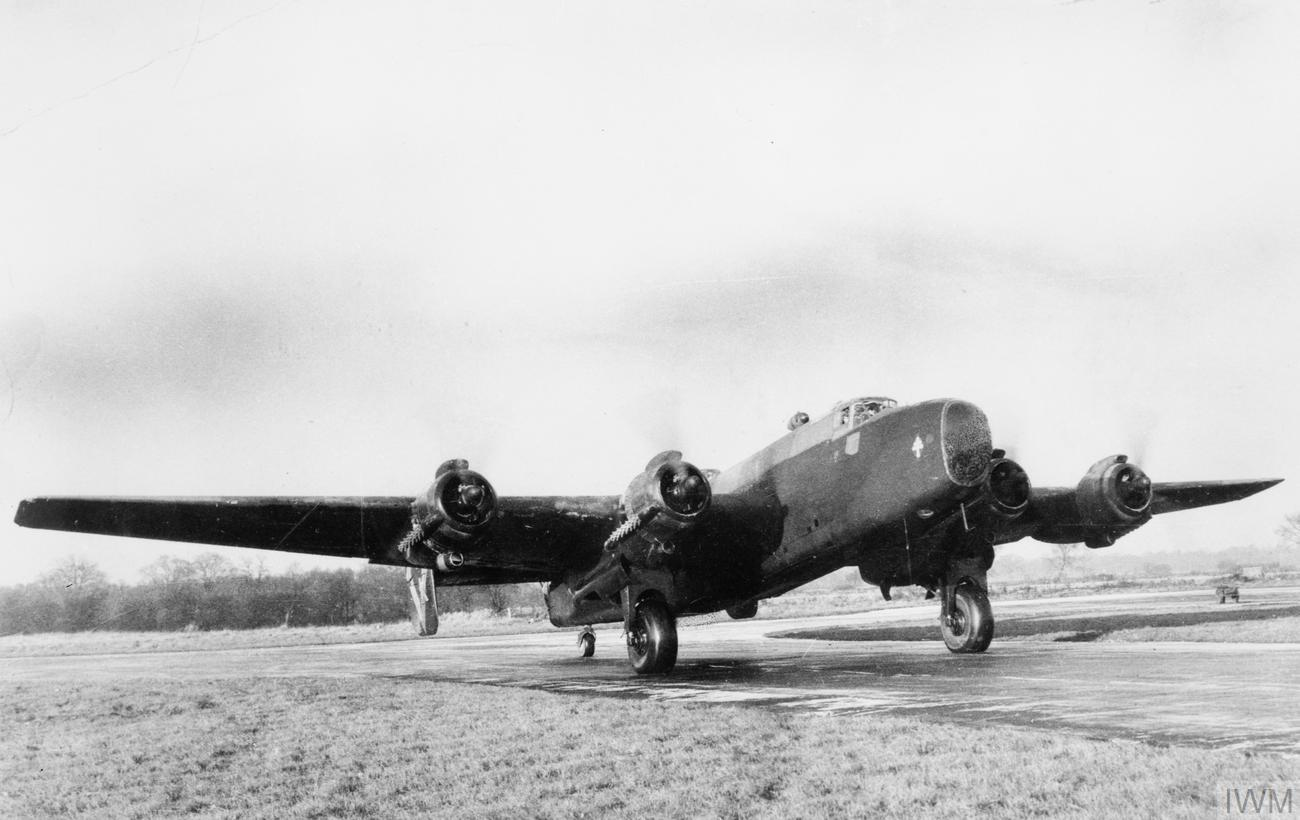
un bombardier lourd Handley Page Halifax B Mark III du 347e Escadron « Tunisie » de la RAF, à Elvington dans le Yorkshire en 1944

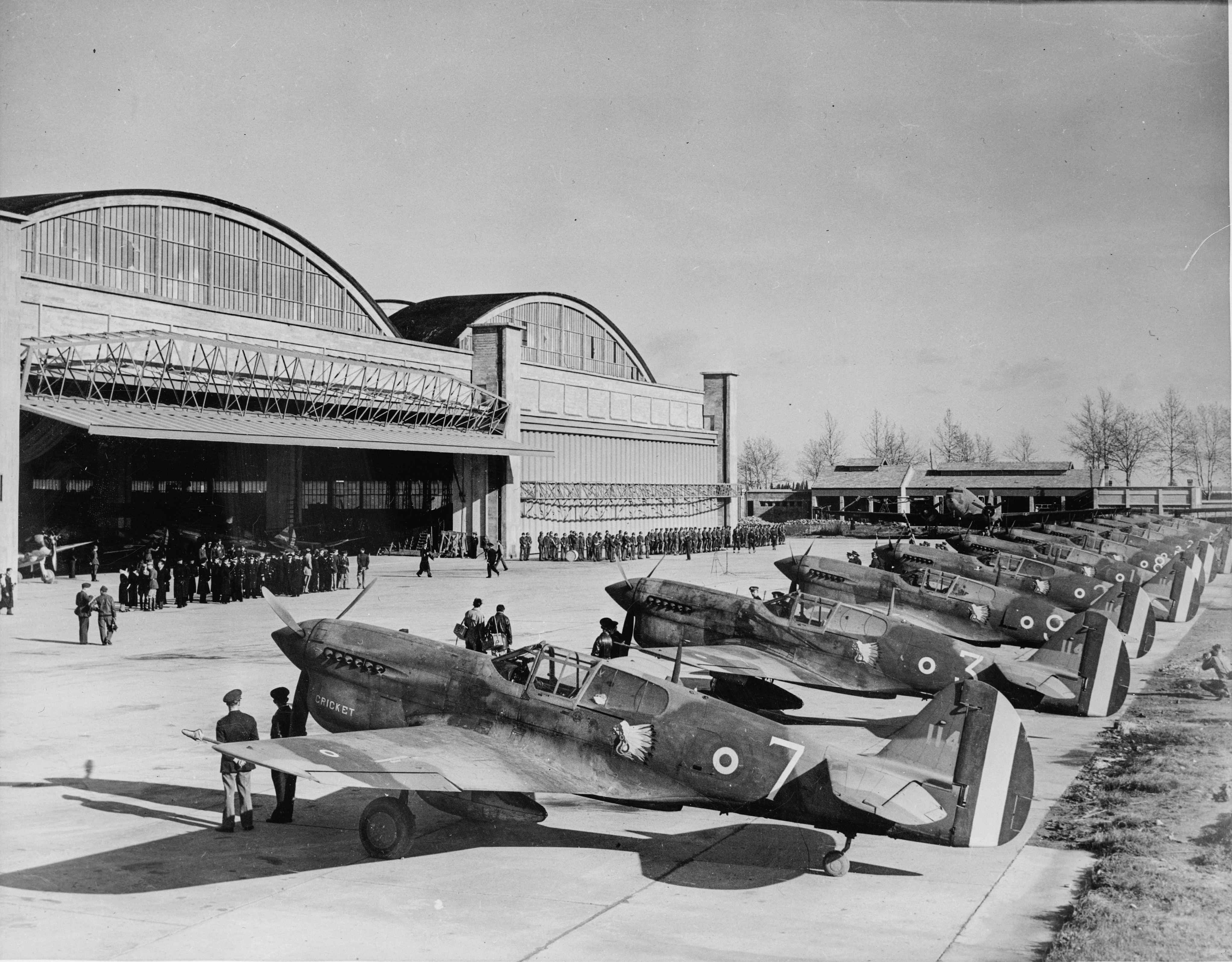
Chasseurs Curtiss P-40F Warhawk livrés par l'USAAF au Groupe de Chasse GC II/5 le 9 janvier 1943 à Casablanca

Au début de 1943, le général Giraud se trouve à la tête de forces françaises rangées aux côtés des Alliés en Afrique. Dès lors des premiers contacts s'établissent entre Giraud et de Gaulle : les deux hommes sont conviés, au mois de janvier, à participer à la conférence alliée de Casablanca. Si les deux généraux acceptent de se serrer la main devant les photographes, ils campent sur leurs positions respectives et ne parviennent pas à s'entendre sur l'organisation politique à mettre en place. L'envoi de missions de liaison chargées de négocier le rapprochement entre Alger et Londres est néanmoins décidé : le général Catroux est chargé de représenter la France libre à Alger. Lors de la conférence et par la suite, Giraud se fait, auprès des Américains, l'avocat de l'Armée d'Afrique qu'il juge capable de fournir une aide décisive aux Alliés pourvu qu'elle soit correctement équipée ; il demande au général Marshall de lui fournir des armes modernes permettant d'équiper 12 divisions, dont 3 blindées, afin de constituer un corps expéditionnaire de 300 000 hommes, ainsi qu'un nombre important d'avions de chasse (500), de bombardiers (300) et d'avions de transports (200)

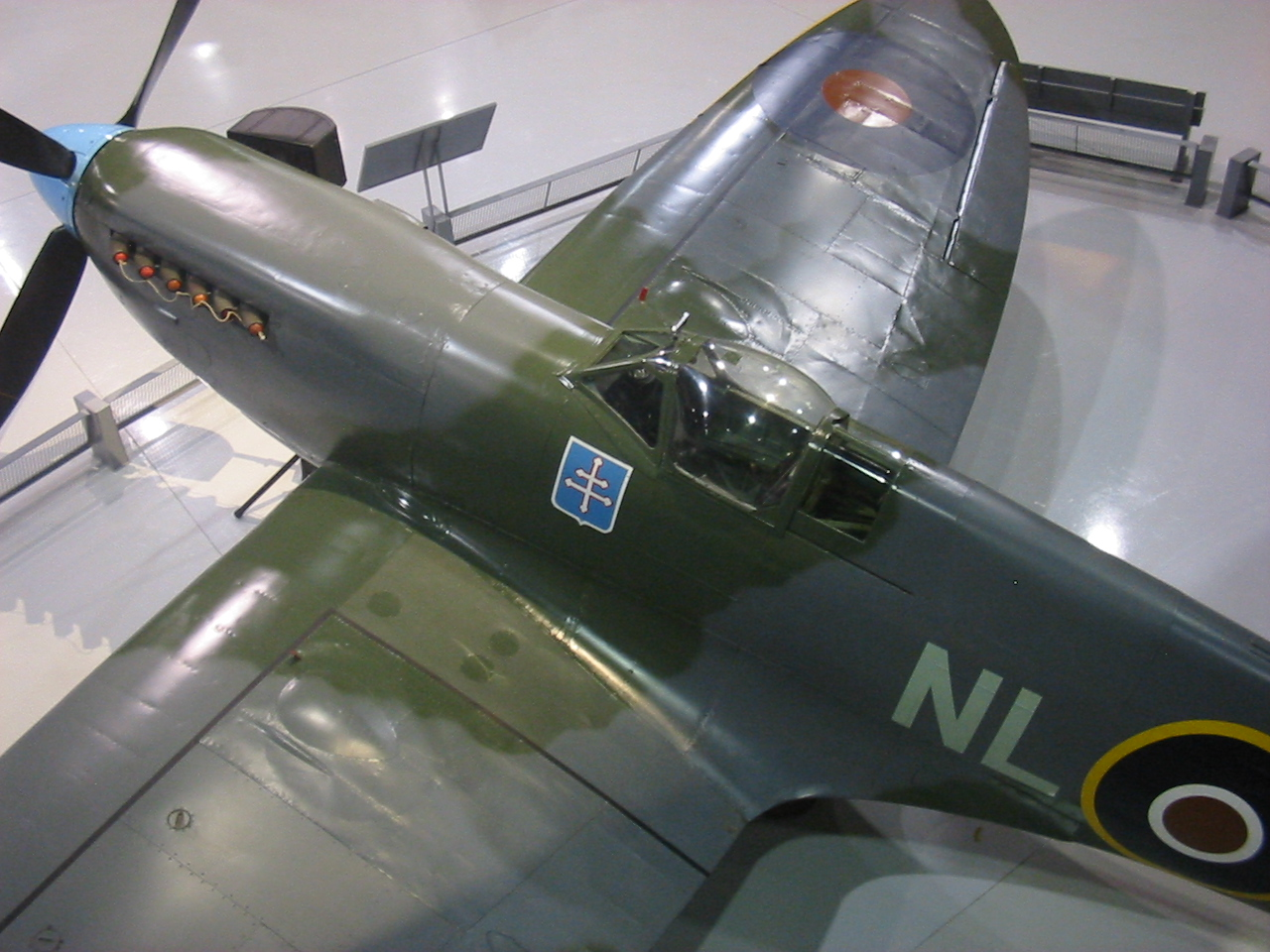
Spitfire Mk IX des forces aériennes françaises libres au musée de l'EAA à Oshkosh, Wisconsin

Les FAFL disparaissent officiellement le 1er août 1943 à la suite de la fusion des forces de la France libre et des forces d'Afrique du Nord commandées par le général Giraud dans les Forces aériennes françaises. Les unités qui en étaient issues en garderont les traditions par delà la fusion.

## Unités des FAFL

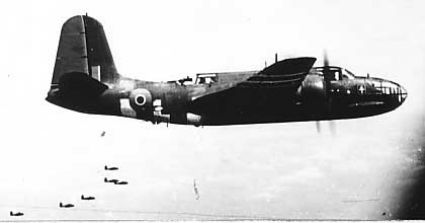
Un bombardier Boston III et une formation du groupe de bombardement Lorraine en mission.

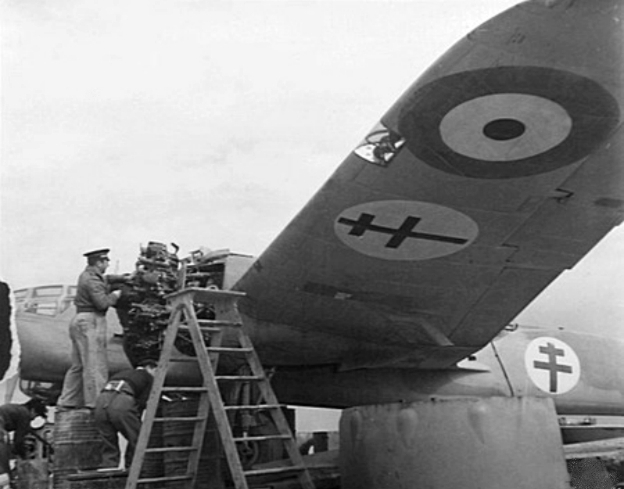
La croix de Lorraine bleue et la cocarde tricolore sur un Blenheim des Forces aériennes françaises libres.

- Groupe de chasse n°1 Alsace (341 Squadron RAF)
- Groupe de chasse n°2 Île-de-France (340 Squadron RAF)
- Groupe de chasse n°3 Normandie puis Régiment de chasse Normandie-Niémen
- Groupe de bombardement Lorraine (342 Squadron RAF)
- Groupe de bombardement Bretagne
- Lignes aériennes militaires
- Groupe Artois, chargé de la surveillance côtière
- Groupe Picardie, chargé de la surveillance côtière
- Groupe de Combat n°1 (GC1) «JAM »
- Escadrille TOPIC
- D.A.C. Groupe Aérien Détachement Cameroun (G.A.D.C.)
- Détachement Permanent des forces aériennes du Tchad
- Détachement Permanent des forces aériennes du Cameroun et Moyen Congo
- Groupe Réservé de Bombardement n°1 (GRB1)
- Escadrille Française de Chasse n°1 (EFC1) (Escadrille Denis)
- Groupe de Bombardement n°2

- 2e régiment de chasseurs parachutistes
- 3e régiment de chasseurs parachutistes

## Officiers généraux des FAFL
- Martial Valin
- François d'Astier de La Vigerie

## Membres célèbres des FAFL
- Marcel Albert (deuxième as français, 23 victoires homologuées)
- Henri de Bordas
- Henri Bouquillard
- Pierre Brisdoux Galloni d'Istria
- Maroun Abifadel
- Maurice Choron
- Pierre Clostermann, plus grand as français de la Seconde Guerre mondiale (33 victoires, attaque de sous-marins, tanks, trains…)
  - 293 missions de guerre offensives à grand rayon d'action
  - 97 missions d'assaut et de bombardement
  - 40 missions de chasse défensives
- Édouard Corniglion-Molinier
- James Denis
- Bernard Dupérier
- Émile Fayolle, Commandant au sein du «No. 340 Squadron RAF» Île-de-France, tué au-dessus de Dieppe le 19 août 1942
- Henri Foucaud
- Romain Gary
- Max Guedj, Wing Commander.
- Marc Hauchemaille, pilote au sein du «No. 340 Squadron RAF» Île-de-France, 1940-1942
- Paul Ibos
- François de Labouchère
- Philippe Livry-Level
- Jean Maridor
- Pierre Mendès France, officier dans le groupe de bombardement Lorraine
- Xavier de Montbron, auteur le 1er novembre 1940 de la première victoire homologuée des FAFL
- Charles Monier (1920-1953),
- René Mouchotte (1914-1943), premier Français à commander un escadron de chasse, le No. 65 Squadron RAF[12]
- Charles Félix Pijeaud, premier organisateur et chef d'état-major des FAFL
- Pierre Poujade
- Jacques de Stadieu
- Roland de la Poype
- Henry de Rancourt de Mimérand, lieutenant-colonel commandant le groupe de bombardement Lorraine
- Jacques de Saint-Phalle
- Jacques-Henri Schloesing
- Philippe de Scitivaux
- Gustave Augustin Douchy
- Georges Le Calvez[Qui ?]
- Joséphine Baker
- Lionel de Marmier
- Jean Demozay, troisième as français avec 21 victoires confirmées et deux probables.
- Joseph Kessel
- Jacques Andrieux
- Jacques Remlinger, pilote qui a mitraillé la voiture du maréchal Rommel le 17 juillet 1944 en Normandie et fit plus de 200 missions aux côtés de Pierre Clostermann.
- Jean-Baptiste Graissin